# راو راميش
راو راميش (بالتيلوغوية: రావు రమేష్)‏ هو ممثل هندي، ولد في 21 أبريل 1970 في الهند.

## أعمال

### أفلام
- (2009) ماغادهيرا
- (2012) جولاي

## وصلات خارجية
- راو راميش على موقع IMDb (الإنجليزية)
- راو راميش على موقع قاعدة بيانات الفيلم (الإنجليزية)